# Вобло (Міссурі)
Вобло (англ. Weaubleau) — місто (англ. city) в США, в окрузі Гікорі штату Міссурі. Населення — 378 осіб (2020).

## Географія
Вобло розташоване за координатами 37°53′28″ пн. ш. 93°32′22″ зх. д. / 37.89111° пн. ш. 93.53944° зх. д. (37.891207, -93.539457). За даними Бюро перепису населення США в 2010 році місто мало площу 2,26 км², з яких 2,24 км² — суходіл та 0,02 км² — водойми.

## Демографія
Згідно з переписом 2010 року, у місті мешкало 418 осіб у 190 домогосподарствах у складі 111 родини. Густота населення становила 185 осіб/км². Було 233 помешкання (103/км²).
Расовий склад населення:
| - 97,4 % — білих - 0,7 % — корінних американців - 0,2 % — чорних або афроамериканців |

До двох чи більше рас належало 1,7 %. Частка іспаномовних становила 0,0 % від усіх жителів.
За віковим діапазоном населення розподілялося таким чином: 21,1 % — особи молодші 18 років, 57,6 % — особи у віці 18—64 років, 21,3 % — особи у віці 65 років та старші. Медіана віку мешканця становила 46,3 року. На 100 осіб жіночої статі у місті припадало 90,9 чоловіків; на 100 жінок у віці від 18 років та старших — 89,7 чоловіків також старших 18 років.
Середній дохід на одне домашнє господарство становив 28 248 доларів США (медіана — 20 391), а середній дохід на одну сім'ю — 33 018 доларів (медіана — 21 875). За межею бідності перебувало 42,8 % осіб, у тому числі 71,2 % дітей у віці до 18 років та 14,8 % осіб у віці 65 років та старших.
Цивільне працевлаштоване населення становило 152 особи. Основні галузі зайнятості: освіта, охорона здоров'я та соціальна допомога — 32,9 %, роздрібна торгівля — 28,3 %, мистецтво, розваги та відпочинок — 7,9 %, публічна адміністрація — 7,2 %.